# Конецбур
Конецбур (пол. Koniecbór) — село в Польщі, у гміні Рачки Сувальського повіту Підляського воєводства.
Населення — 150 осіб (2011).

## Демографія
Демографічна структура станом на 31 березня 2011 року:
|          | Загалом | Допрацездатний вік | Працездатний вік | Постпрацездатний вік |
| -------- | ------- | ------------------ | ---------------- | -------------------- |
| Чоловіки | 76      | 21                 | 48               | 7                    |
| Жінки    | 74      | 21                 | 36               | 17                   |
| Разом    | 150     | 42                 | 84               | 24                   |